# Perizoma plumbeata
Perizoma plumbeata là một loài bướm đêm trong họ Geometridae.